# Candido Dias da Silva
Candido Dias da Silva (Sorocaba, 1880 — São Paulo, 12 de maio de 1917) foi um comerciante paulista, fundador do Grêmio Foot-Ball Porto Alegrense, clube de futebol de Porto Alegre, capital do Rio Grande do Sul.

## História
No início do século XX, o futebol vinha aos poucos se tornando conhecido em todo o Brasil, semeado por viajantes que levavam a novas fronteiras, suas rudimentares e valiosas bolas de couro, a exemplo Charles Miller (em São Paulo), Fritz Essenfelder (em Curitiba) entre outros. Foi justamente um destes desbravadores, o paulista Cândido Dias, quem apresentou a primeira bola de futebol a Porto Alegre. A novidade logo despertou curiosidade e uma turma de amigos se formou em sua volta. Muitos fins de semana se estenderam na convivência daquele grupo, em piqueniques e na prática empírica do esporte. 
No feriado de 7 de setembro de 1903, dois quadros de atletas do Sport Club Rio Grande foram a Porto Alegre para uma demonstração, uma ótima oportunidade para os porto-alegrenses aprenderem mais sobre o esporte. O público lotou o campo improvisado para a apresentação e vibrava com as jogadas. Até que, para decepção geral, a bola murchou. Quando todos pensavam que a festa estava terminada, Cândido ofereceu sua bola para que a partida terminasse. Após o jogo, ele e o grupo de amigos puderam confraternizar com os jogadores, que lhe explicaram detalhes do esporte e principalmente, o que era necessário para fundar um clube. Entusiasmados com o que haviam aprendido, uma semana depois, ao entardecer do dia 15 de setembro de 1903, trinta e um rapazes se reuniram e escreveram a ata de fundação do novo clube, que depois seria assinada por todos os presentes. Carlos Luiz Bohrer foi eleito o primeiro presidente do Grêmio Foot-Ball Porto Alegrense, sem jamais imaginar a projeção mundial que o recém-nascido clube um dia alcançaria. A Ata de Fundação do Grêmio, lavrada naquela reunião de 15 de setembro de 1903, tem a seguinte redação: 
Reuniram-se no Salão Grau situado à Rua 15 de Novembro, em Porto Alegre, os abaixo assinados a fim de tratarem da fundação de uma sociedade, que tivesse por fim dedicar-se ao jogo de foot-ball. Presidiu a sessão o Sr. Francisco França Júnior servindo de secretário. À sociedade foi dado o nome de Grêmio Foot-Ball Porto Alegrense. A fim de redigirem os estatutos foi nomeada a comissão composta dos Srs. Pedro Haeffner, Guilherme Uhrig e Álvaro Brochado.
Foi eleita a seguinte diretoria: Carlos Luiz Bohrer – Presidente; Joaquim Ribeiro – Vice Presidente; Alberto Luís Siebel – 1º Secretário; Guilherme Kallfelz – 2º Secretário; Pedro Schuck – Tesoureiro; Cândido Dias – 1º Guarda Esporte; Guilherme Uhrig – 2º Guarda Esporte. Foi designado o dia 22 do corrente a fim de realizar-se a sessão de instalação para tomar posse de seus cargos a diretoria eleita. Porto Alegre, 15 de setembro de 1903.
– Alberto Luís Siebel.
Assinam o documento como fundadores do Grêmio Foot-Ball Porto Alegrense:
- Francisco França Júnior
- Carlos Luiz Bohrer
- Joaquim F. Ribeiro
- Alberto Luís Siebel
- Guilherme Uhrig
- Álvaro Brochado
- Cândido Dias da Silva
- Guilherme Kallfelz
- Alberto Knewitz
- João Stelczyk
- João Knewitz
- Otto Müssnich
- Arthur Bohrer
- José Müssnich
- Pedro Schuck
- Frederico Panitz
- Pedro Haeffner
- Otto Neu
- Manfredo Orengo
- José Maria Kalleya
- Paulo Haeffner
- Pedro Cléres
- Augusto Bugs
- Carlos Fädrich
- João Geski
- Oswaldo Siebel
- Leopoldo Siebel
- Ernesto Gerlach
- Frederico Strelau
- Jacob Molther
- Oscar Obst

O 32° fundador. Em sessão da Assembléia Geral ocorrida no dia 29 de fevereiro de 1904, foi adicionado como fundador o nome de Pedro da Costa Huch, em reconhecimento aos relevantes serviços prestados ao Grêmio Foot-Ball Porto Alegrense desde o momento de sua fundação.

## Morte
Candido, morreu aos 37 anos de idade, em 12 de maio de 1917, às 6h, no Instituto Paulista - hospital situado na região de Santo Amaro. Seu corpo foi sepultado no Cemitério Municipal da Consolação, na cidade de São Paulo. A causa da morte foi peritonite, como consta na certidão de óbito.